# 召喚勇者とF系彼氏
『召喚勇者とF系彼氏』（しょうかんゆうしゃとえふけいかれし、The summoned Brave & Fantasic Boyfriends）は、ライフワンダーズ合同会社が、2014年より配信しているスマートフォン向けゲームアプリ。略称は『F彼』。

## 概要
LGBT向けゲームアプリ第一弾としてリリースされた。プレイヤーは異世界に召喚された主人公の視点となり、冒険を進めていく。基本的にはテキストを読み進めて行くことでゲームが進行していくが、時折敵とのコマンド式戦闘が挿入される場合がある。また、味方のステータスはイベントで手に入る新たな武器や装備を入手することで上昇する。

## 登場人物
大野 ユウジ（おおの ゆうじ）
本作の主人公。名前の変更は可能である。現代から勇者としてミッドガルドに召喚された。同性愛者であり、魔王を討伐し仲間を彼氏とするべく奮闘する。現代では学生であり、アルバイトをしながら、アパートに一人暮らしをしている。現代とは割と自由に行き来が出来る。
オルグス
オウガ族の男性。大柄な体と赤い肌、片側の折れた一対の角が特徴。ヴァリノール騎士団の団長を務めていた。主人公の召喚前に騎士団で魔王討伐へ赴くが、帰還できたのはオルグスだけだった。当初は主人公を魔王を倒す剣を使えるだけの存在として冷たく扱っていたが、主人公の成長に合わせて態度が軟化していく。
ソール
修道僧の男性。幼い頃に孤児として教会に引き取られ、勇者を守るための存在として教育された。そのため、自分よりも勇者の安全を第一に考える傾向がある。
ゴードン
冒険者の酒場のマスター。10年ほど前までは冒険者として活躍していたが、あるクエストで足を不自由にしてからは一線を退く。以後は酒場のマスターとして冒険者へクエストの斡旋などを行っている。
ファヴニル
火竜。強力な炎を操り、体液にはあらゆる呪いを祓う力があるとされる。借体生成の術を用いて、人間の姿になることも可能。珍しい宝物に目がなく、主人公が現代から持ち込んだ品物に並々ならぬ興味を示す。
クラウス
ミッドガルドの王。自らの民のことを第一に考えている。異世界から召喚された主人公に重圧をかけ過ぎている事を自覚しており、それを気遣う心優しい性格。

## 世界観
ミッドガルド地方
中央に位置する大陸。王城があるほか、ゴードンの営む冒険者の酒場・ファヴニルが棲む火竜の山などがある。
ムスペルヘイム地方
港から船で移動する必要がある離れ小島。世界の始まりと言われる世界樹がある。
ニヴルヘイム地方
高山に面した地域。雪山の奥には教会の本拠地がある。

## シリーズ
バージョン1
サブタイトルは「〜黒の魔城へ〜」。オルグス攻略ルートのみ無料開放されている。
バージョン2
サブタイトルは「〜不死皇の復活〜」。
バージョン3
サブタイトルは「〜巨人と神々の遺産〜」。
バージョン4
サブタイトルは「〜星芒の彼方へ〜」。

## 有料コンテンツ
有料コンテンツは「クエストパック」という名称で販売されている。各シナリオは個別で販売もされているが、まとめて購入したほうが安くなる設定になっている。すべてのクエストパックで、クリア後のおまけシナリオが存在する。
QP魔王・改
価格は840円。魔王アンセスター討伐までのクエスト（3クエスト）が含まれている。
QP不死皇
価格は1200円。不死皇ノーライフキング討伐までのクエスト（4クエスト）が含まれている。
QP巨人と神々
価格は1200円。Version 3.0.0で追加されたクエスト（4クエスト）が含まれている。
QP星芒の使い
価格は1200円。Version 4.0.0で追加されたクエスト（4クエスト）が含まれている。